# Mátéffy Viktor
Mátéffy Viktor (Vágsellye, 1881. január 17. – Érsekvadkert, 1948. március 4.) magyar római katolikus pap, prépost, pápai prelátus, országgyűlési képviselő.

## Élete
1881-ben született Vágsellyén, római katolikus vallásban. Középiskolai tanulmányait követően Esztergomban végezte el a teológiát, ami után – 1903-ban, alig 21 évesen – pápai engedéllyel szentelték pappá. Már felszentelése előtt is aktív szerepet vállalt az egyházi munkából: tanulmányai mellett hitoktatóként dolgozott Budapesten. 1908-tól két évtizeden keresztül Esztergomban volt plébános, majd Érsekvadkert plébániájára került át. Közben, az első világháborúban több ütközetben is részt vett, mint tábori lelkész.
Mint Esztergom közéletének egyik vezető személyiségének, már az őszirózsás forradalom idején is rendszeres üldöztetés volt a része, a tanácsköztársaság idején pedig le is tartóztatták és a Markó utcai fogházban, majd a Gyűjtőfogházban tartották fogva; csak a kommün bukását követően szabadulhatott.
Már a háború utáni legelső, 1920-ban felállt nemzetgyűlésnek is tagja volt, Esztergomot képviselve, a Keresztény Nemzeti Egyesülés Pártja (KNEP) programjával. A következő három választás (1922, 1926, 1931) után is megtarthatta mandátumát, ráadásul a húszas években Vass József akkori munkaügyi miniszter szűkebb környezetéhez tartozott, így – érdemei elismeréseként – 1927-ben kormányfőtanácsosi kinevezést is kapott. Az 1935-ös választáson nem indult, 1939-ben viszont visszatért az országos politikába, s ezúttal a szobi választókerület képviselője lett, az Egyesült Keresztény Párt színeiben.
A parlamenti politikán felül élénk munkásságot fejtett ki a társadalmi-gazdasági életben is: olyan szervezeteknél töltött be vezető – akár igazgatói, sőt vezérigazgatói – tisztségeket, mint az Esztergomvidéki Hitelbank, az Esztergomi Fogyasztási Szövetkezet, az Esztergomi Központi Szeszfőző Szövetkezet, vagy a város közüzemi részvénytársasága. Második plébánosi megbízatása színhelyén, Érsekvadkerten hunyt el, 1948 kora tavaszán.